# Operacja Deadstick
Operacja Deadstick (niekiedy nazywana też bitwą o Most Pegaza) – kryptonim operacji sił powietrznodesantowych armii brytyjskiej, która miała miejsce we wczesnych godzinach rannych 6 czerwca 1944 r. w ramach operacji Neptun podczas II wojny światowej. Jej celem było zdobycie w stanie nienaruszonym dwóch mostów drogowych w Normandii nad rzeką Orne i Kanałem Caen, zabezpieczając jedyną trasę natarcia na wschód dla sił brytyjskich lądujących na plaży Sword. Według raportów wywiadu oba mosty były silnie bronione przez Niemców i przygotowane do wysadzenia. Po ich zdobyciu, przeprawy musiały być utrzymywane przez spadochroniarzy przeciwko wszelkim kontratakom nieprzyjaciela, dopóki nie zostaną zluzowani przez komandosów i piechotę zbliżające się z plaż.
Operacja Deadstick miała zasadnicze znaczenie dla powodzenia większej operacji Tonga, całości brytyjsko-kanadyjskich desantów spadochronowych w Normandii. Niezdobycie mostów lub niezapobieżenie ich zniszczeniu przez Niemców spowodowałoby odcięcie brytyjskiej 6 Dywizji Powietrznodesantowej od reszty wojsk alianckich. Gdyby natomiast Niemcy zachowali kontrolę nad mostami, ich dywizje pancerne mogłyby wykorzystać je do zaatakowania przyczółków na plażach w Normandii.
Odpowiedzialność za tę operację spoczęła przede wszystkim na żołnierzach kompanii D 2. batalionu powietrznodesantowego z Pułku Lekkiej Piechoty Oxfordshire and Buckinghamshire, wchodzącego w skład 6 Brygady Powietrznodesantowej 6 Dywizji Powietrznodesantowej. Grupa szturmowa przeznaczona do wykonania zadania obejmowała wzmocnioną kompanię złożoną z sześciu plutonów piechoty oraz dołączony do niej pluton Royal Engineers. Żołnierze przylecieli z południa Anglii do Normandii sześcioma szybowcami typu Airspeed Horsa, które przetransportowały kompanię w pobliże mostów, nie alarmując wroga. Po krótkiej wymianie ognia oba mosty zostały zdobyte, a następnie były skutecznie bronione przed kontratakami niemieckich czołgów, kanonierek i piechoty, dopóki nie nadeszła odsiecz brytyjskich sił lądowych z plaży Sword.

## Tło sytuacyjne

### Siły brytyjskie
Na etapie planowania inwazji w Normandii podjęto decyzję o desancie brytyjskiej 6 Dywizji Powietrznodesantowej gen. Richarda Gale’a na lewej flance stref desantu morskiego pomiędzy rzekami Orne i Dives. Jej głównym celem było zdobycie dwóch mostów drogowych nad rzeką Orne i Kanałem Caen oraz zapobieżenie niemieckiemu atakowi z flanki na plaże. Niepowodzenia próby zdobycia mostów spowodowałoby odcięcie 6 Dywizji Powietrznodesantowej na terytorium wroga, dlatego też 5 Brygada Spadochronowa została przeznaczona do obrony mostów przed kontratakami. Gen. Gale zdecydował, że jedynym sposobem na zdobycie mostów w stanie nienaruszonym będzie atak szybowcowy. Następnie poprosił bryg. Hugh Kindersleya z 6 Brygady o wyznaczenie swojej najlepszej kompanii do tej akcji.
Wybór padł na kompanię D 2. batalionu pod dowództwem mjr. Johna Howarda i jego zastępcy kpt. Briana Pridaya. Kompania ciężko trenowała i stała się najsprawniejszą w batalionie, często wykorzystując zniszczone w czasie bombardowań obszary miejskie w Anglii, aby ćwiczyć walki uliczne przy użyciu ostrej amunicji. Howard spodziewał się, że inwazja będzie wymagała nocnych walk, dlatego zmienił plan ćwiczeń, aby upewnić się, że jego ludzie sprostają temu zadaniu. Przez całe tygodnie żołnierze wstawali o godz. 20:00 wieczorem i przez całą noc wykonywali forsowne ćwiczenia, jak też pełnili zwykłe obowiązki garnizonowe, by położyć się spać o 13:00. Gale sprawdził kompanię w ramach specjalnych ćwiczeń, których celem było zdobycie mostów. Wówczas stało się jasne, że kompania nie będzie w stanie samodzielnie wykonać tej misji. Poproszony o wybranie dwóch plutonów z batalionu, aby do nich dołączyły, Howard wybrał dwa plutony z kompanii B dowodzonej przez poruczników Foxa i Smitha. Za rozbrojenie wszelkich ładunków wybuchowych znajdujących się na mostach odpowiadało trzydziestu saperów oraz inżynierów Royal Engineers z 249. polowej kompanii spadochronowej, dowodzonej przez kpt. Jocka Neilsona. Następnie wprowadzono zmiany w planie operacyjnym, aby uwzględnić udział sześciu plutonów. Trzy z nich przydzielono do zaatakowania każdego mostu jednocześnie z piechotą pokonującą żołnierzy na warcie, podczas gdy inżynierowie mieli zlokalizować i zdemontować wszelkie ładunki wybuchowe. Przez sześć dni i nocy kompania przeprowadzała ćwiczenia na obrzeżach Exeter w południowo-zachodniej Anglii, gdzie znaleziono dwa mosty nad Kanałem Exeter podobne do ich celów we Francji.
Transport do Normandii został zorganizowany w sześciu szybowcach Airspeed Horsa, pilotowanych przez 12 podoficerów ze eskadry C Pułku Pilotów Szybowcowych. Horsa miała rozpiętość skrzydeł 27 m i długość 20 m, z maksymalnym obciążeniem 7140 kg, co odpowiadało miejscu dla dwóch pilotów i dwudziestu ośmiu żołnierzy, lub ładunkowi w postaci kombinacji dwóch jeepów, dział artyleryjskich i przyczep. Szkolenie pilotów polegało na ćwiczeniu lądowań na krótkim pasie, lataniu według wskazań przy użyciu stoperów w celu dokładnej zmiany kursu i wyposażeniu załogi w okulary z ciemnego szkła, aby przyzwyczaić ich do nocnego latania. Do maja 1944 r. piloci wzięli udział w 54 treningach, latając przy każdej pogodzie zarówno w dzień, jak i w nocy.

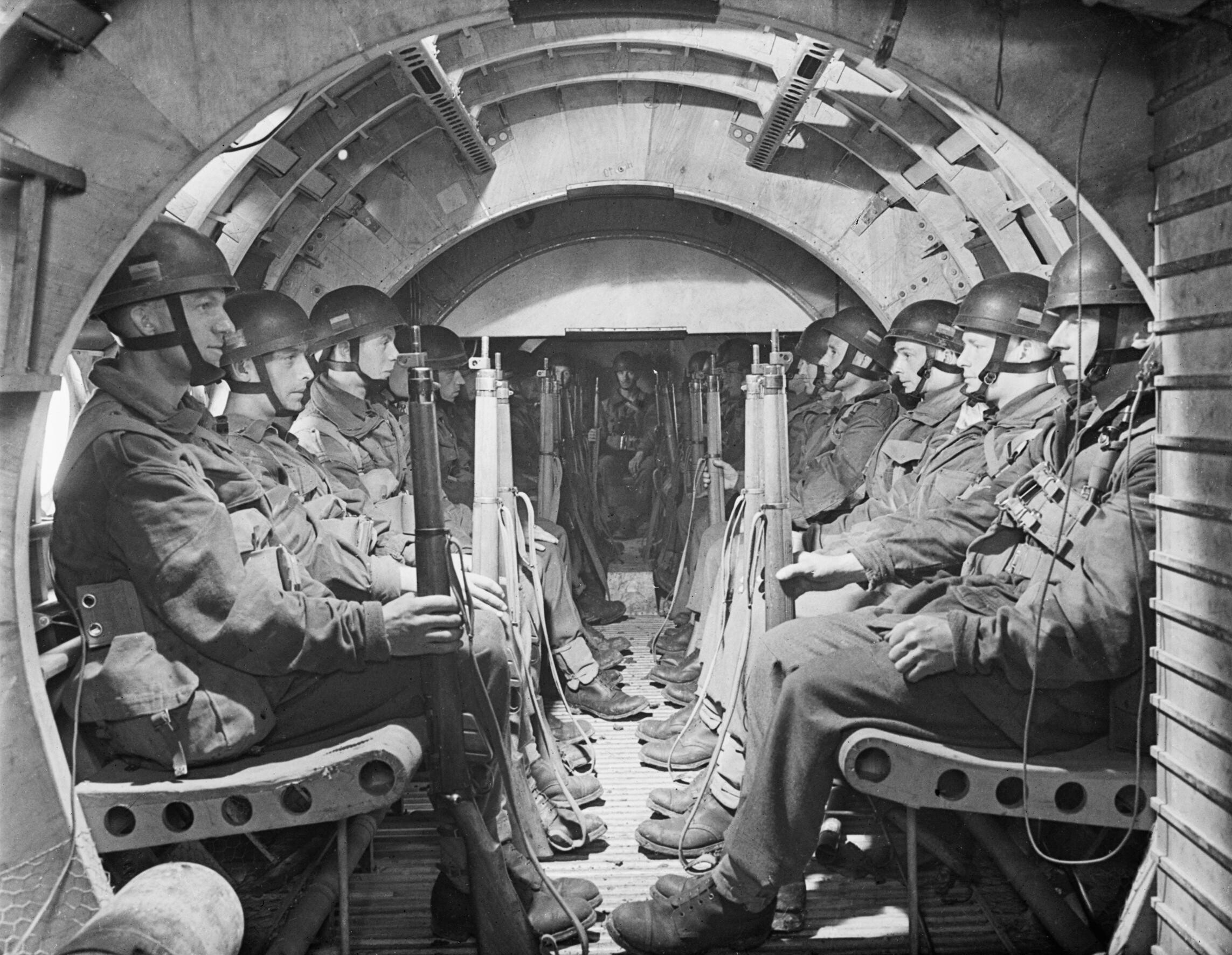
Wnętrze szybowca Horsa z pełnym desantem piechoty, patrząc od tyłu w stronę kokpitu

Howardowi nie przekazano dokładnych szczegółów operacji do 2 maja 1944 r. Dopiero wtedy otrzymał rozkaz przejęcia mostów nad rzeką Orne i Kanałem Caen w Bénouville oraz Ranville w stanie nienaruszonym i utrzymania ich do czasu nadejścia posiłków. Pierwszą pomocą miała być kompania z 7. batalionu spadochronowego pod dowództwem Howarda. Po dotarciu reszty batalionu, miał on przekazać dowodzenie jego dowódcy, płk. Richardowi Pine-Coffinowi. Brytyjska 3 Dywizja Piechoty i komandosi z 1st Special Service Brigade mieli wylądować na plaży Sword o godz. 6:00, a następnie ruszyć w stronę mostów, dokąd mieli przybyć o godz. 11:00.
Pod koniec maja 1944 r. kompania D opuściła obóz batalionowy w Bulford w hrabstwie Wiltshire i została przeniesiona do bazy lotniczej RAF Tarrant Rushton w Dorset. Baza została następnie otoczona przez żandarmerię, a Howard poinformował wszystkich o celach misji, rozdając żołnierzom zdjęcia mostów i odsłaniając model okolicy. Dowódca pilotów szybowców, sierż. sztab. Jim Wallwork powiedział Howardowi, że z pełnym ładunkiem ludzi, broni, amunicji, łodzi szturmowych i sprzętu saperskiego jego szybowce byłyby niebezpiecznie obciążone. Howard postanowił wziąć tylko jedną łódź szturmową na pokład szybowca i zostawić w Anglii dwóch mężczyzn z każdego plutonu. W ostatniej chwili doktor John Vaughan zastąpił rannego mężczyznę w jednym z plutonów.
5 czerwca 1944 r. kompania dokonała ostatecznych przygotowań do misji. Każdemu żołnierzowi wydano broń osobistą i amunicję, a także do dziewięciu granatów ręcznych i cztery magazynki do rkm-u Bren. Każdy pluton miał także dwucalowy moździerz i radio polowe. Tuż przed wejściem żołnierzy na pokład szybowców przekazano hasła kodowe. Szynka (ang. Ham) oznaczała zdobycie nienaruszonego mostu nad kanałem, a Dżem (ang. Jam) nad mostem rzecznym. Natomiast zniszczenie mostu nad kanałem miało zostać zasygnalizowane za pomocą hasła Jack; zaś słowo Smalec (ang. Lard) zostałoby użyte, gdyby podobny los spotkał most na rzece Orne.

### Mosty

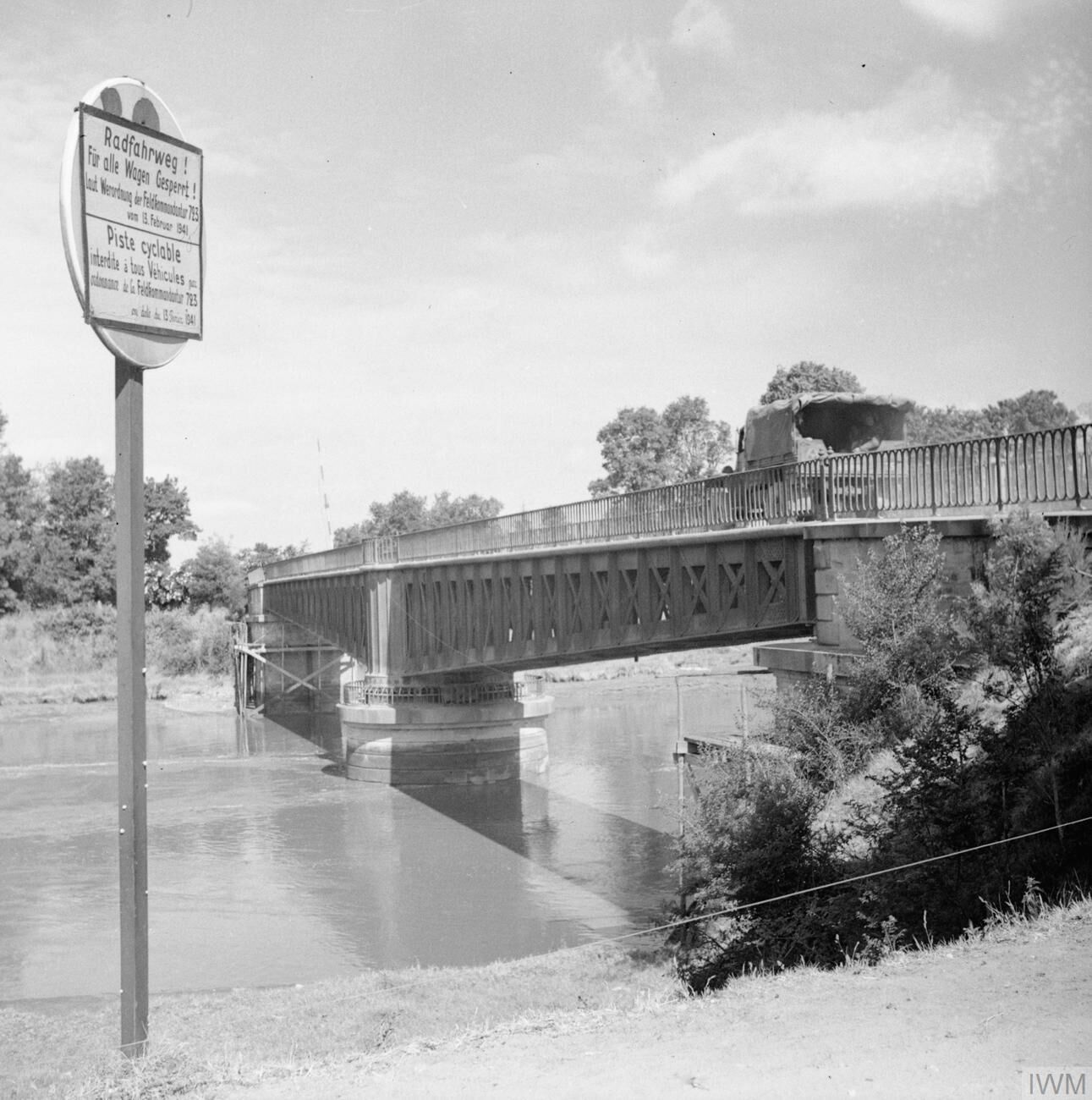
Most na rzece Orne

Most w Ranville rozciągał się nad rzeką Orne na wschodzie obszaru operacji, zaś most Bénouville przecinał Kanał Caen w jego zachodniej części. Oba znajdowały się w odległości 8 km od wybrzeża i zapewniały jedyny dostęp dla lądujących na plażach wojsk brytyjskich do miasta Caen. Główna droga pomiędzy dwiema gminami przecinała mosty, a następnie biegłą na wschód do rzeki Dives. Most zwodzony nad Kanałem Caen miał długość 58 metrów i szerokość 3,7 metra z możliwością podniesienia, aby umożliwić przepływ statków rzecznych pod nim. Stanowisko kontroli ruchu umieszczono w pobliskiej kabinie. Kanał miał 8,2 m głębokości i 46 m szerokości, z brzegami uregulowanymi wałami ziemnymi oraz kamieniami o wysokości 1,8 m. Małe asfaltowe tory biegły po obu brzegach wzdłuż całej długości kanału. Pomiędzy dwoma mostami znajdował się pas głównie podmokłego gruntu o szerokości około 500 metrów, poprzecinany rowami i małymi strumieniami. Most w Ranville nad rzeką Orne miał długość 110 metrów, szerokość 6,1 metra i również jest mostem zwodzonym. Rzeka miała tam 49–73 m szerokości i średnią głębokość 2,7 m, nieuregulowane brzegi ziemne o wysokości średnio około 1,1 m oraz wzrost i spadek pływów o wysokości 4,9–2 m. Na zachód od rzeki leżało kilka małych domów, połączonych ścieżką o szerokości 2,4–3 m, która biegła wzdłuż obu brzegów.

### Siły niemieckie
Obu mostów strzegło 50 żołnierzy należących do niemieckiego 736 Pułku Grenadierów z 716 Dywizji Piechoty. Jednostką dowodził mjr Hans Schmidt z kwaterą w Ranville, 1,9 km na wschód od rzeki Orne. 716 Dywizja Piechoty była formacją okupacyjną, która stacjonowała w Normandii od czerwca 1942 r. Jej osiem batalionów piechoty rozmieszczono w celu obrony 34 km odcinka Wału Atlantyckiego. Jednostka była słabo uzbrojona w mieszankę zdobycznej broni z wielu krajów i złożona głównie z przymusowo wcielonych do Wehrmachtu Polaków, obywateli Związku Radzieckiego i Francuzów z tylko jednym niemieckim oficerem oraz starszymi podoficerami. Żołnierze Schmidta mieli rozkaz wysadzenia obu mostów, gdyby groziło im zajęcie przez wroga.

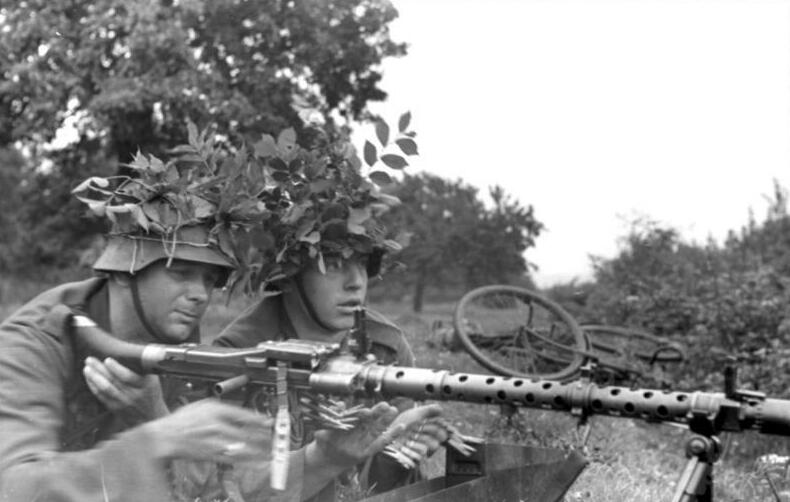
Niemieccy żołnierze z karabinem maszynowym MG 34

21 Dywizja Pancerna została przeniesiona na te tereny w maju 1944 r. Jeden z jej pułków, 125 Pułk Grenadierów Pancernych, dowodzony przez płk. Hansa von Lucka, stacjonował w Vimont na wschód od Caen. Był tam obecny również batalion ze 192 Pułku Grenadierów Pancernych z siedzibą w Cairon na zachód od mostów. Płk von Luck wyszkolił swój pułk w operacjach przeciwinwazyjnych. Zidentyfikował również prawdopodobne miejsca inwazji i wyznaczył trasy do natarcia, miejsca na odpoczynek i tankowanie oraz pozycje dział przeciwlotniczych. 21 Dywizja Pancerna była nową formacją, ale opartą na byłych żołnierzach Afrika Korps, który został zniszczony w Afryce Północnej. Mimo że wyposażona w starsze czołgi i pojazdy opancerzone, jednostka ta stanowiła duże zagrożenie, bo jej oficerami byli weterani, a w szeregach znajdowało się 2 tys. żołnierzy ze starej dywizji. Dalej znajdowała się 12 Dywizja Pancerna SS w Lisieux i Dywizja Panzer Lehr w Chartres, obie oddalone o niecały dzień marszu od tego obszaru.
Na zachodnim brzegu mostu nad Kanałem Caen rozstawiono trzy stanowiska ciężkich karabinów maszynowych, a na wschodnim brzegu karabin maszynowy i działo przeciwpancerne. Na północy znajdowały się kolejne trzy karabiny maszynowe i betonowy bunkier, a na południu – mała wieża przeciwlotnicza wyposażona w karabiny maszynowe. Na południe od mostu na rzece Orne, na wschodnim brzegu wybudowano bunkier z działami przeciwpancernymi i przeciwlotniczymi. Na północ od mostu znajdowały się dwa karabiny maszynowe. Oba mosty miały skromne systemy umocnień z workami z piaskiem wzdłuż brzegów.

## Operacja

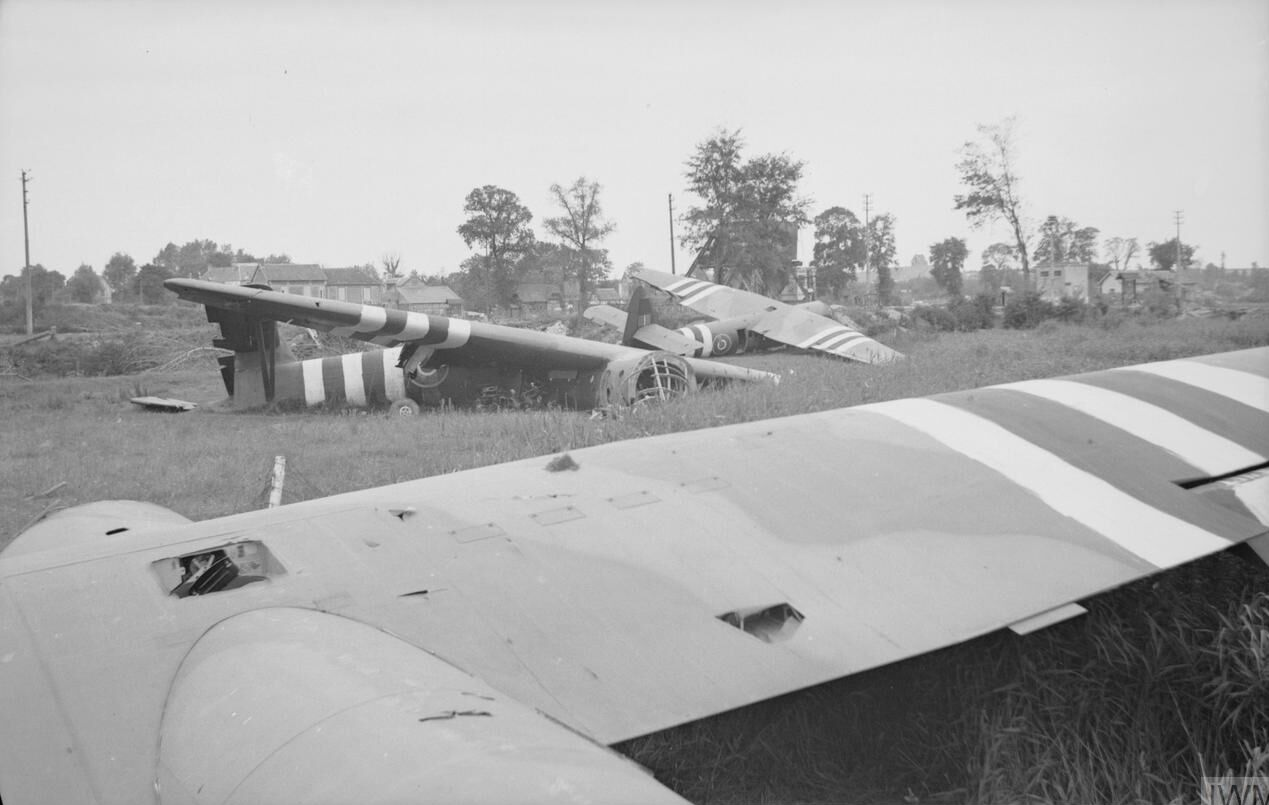
Trzy szybowce rozbite obok Kanału Caen; most jest ukryty przez drzewa w oddali

### Lot i lądowanie
5 czerwca 1944 r. o godz. 22:56, sześć szybowców holowanych przez bombowce Handley Page Halifax wystartowało z bazy lotniczej RAF Tarrant Rushton. Horsa numer jeden, pierwszy z trzech, która kierowała się na Kanał Caen, transportowała Howarda z plutonem por. Den Brotheridge’a, szybowiec numer dwa przenosił pluton por. Davida Wooda, a maszyna numer trzy transportowała pluton por. Smitha. Priday z plutonem por. Hoopera udał się na most na rzece Orne w szybowcu numer cztery. Piąta Horsa przenosząca pluton por. Foxa wyprzedzała ostatnią, szóstą maszynę z plutonem por. Toda Sweeneya. Każdy szybowiec przenosił także pięciu Royal Engineers.
Lecąc nad Kanałem La Manche na wysokości 2100 m, bombowce osiągnęły wybrzeże Normandii 6 czerwca o godz. 00:07 i odczepiły holowane szybowce. Z pil. Wallworkiem za sterami szybowiec numer jeden uderzył w drut kolczasty otaczający strefę obrony mostu nad Kanałem Caen o godz. 00:16. Pozostałe dwa szybowce podążały do celu w jednominutowych odstępach. Szybowiec numer dwa przy lądowaniu przełamał się na pół i zatrzymał na brzegu dużego stawu. Jeden z żołnierzy lecących w tej maszynie, kpr. Lance Fred Greenhalgh, stracił przytomność w momencie uderzenia w ziemię, został wyrzucony z szybowca i zginął w wyniku utonięcia, stając się pierwszą ofiarą operacji. Pozostałe Horsy wylądowały bez większych perypetii. Plutony Brotheridge’a i Smitha skierowały się w kierunku mostu, podczas gdy pluton Wooda ruszył w stronę okopów po jego północno-wschodniej stronie.

### Zdobycie mostów

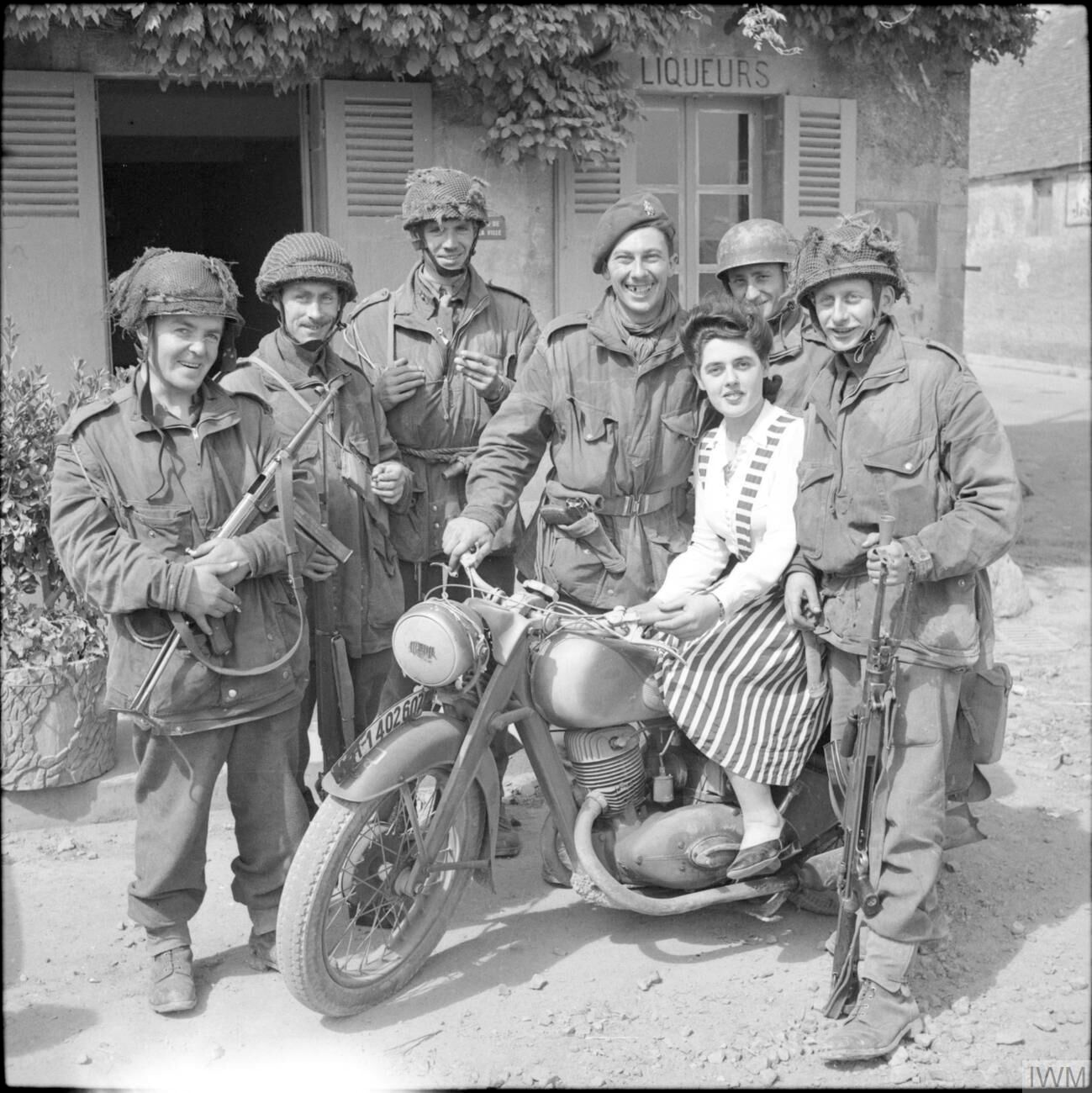
Żołnierze brytyjskiej piechoty szybowcowej z francuską dziewczyną siedzącą na zdobycznym niemieckim motocyklu. Żołnierz po lewej, szer. Musty jest uzbrojony w niemiecki pistolet maszynowy MP 40

Niemcy wiedzieli, że inwazja jest nieuchronna, choć nie znali jej dokładnej lokalizacji; niemniej mjr Schmidt, dowodzący obroną mostów, uważał, że są one jednym z najbardziej krytycznych punktów w Normandii. Obrońcy nie byli jednak w stanie pełnej gotowości i tylko dwóch wartowników pełniło służbę na moście, kiedy szybowce wylądowały. Gdy pluton Brotheridge’a zaatakował, jeden z nich uciekł, krzycząc: „Spadochroniarze!”, a drugi wystrzelił z pistoletu sygnałowego, aby zaalarmować swoich kolegów. Por. Brotheridge zastrzelił go, podczas gdy żołnierze jego plutonu oczyścili rowy i bunkier granatami ręcznymi. Zaalarmowani wybuchami, niemieccy strzelcy otworzyli ogień do ludzi na moście, raniąc Brotheridge’a chwilę po tym, gdy ten rzucił granat. Uciszył nim jedno z gniazd karabinu maszynowego, a obsługa drugiego została wyeliminowana przez ostrzał z rkm-u Bren.
Pierwszy pluton przekroczył most, aby zająć pozycję obronną na zachodnim brzegu. Inżynierowie z szybowca numer jeden poszukiwali ładunków wybuchowych i poprzecinali przewody, gdy je znaleźli. Następnie pluton Smitha przekroczył most, wymieniając ogień z niemieckimi obrońcami, po czym Smith został ranny odłamkiem granatu. Za pomocą granatów i ostrzału z broni ręcznej plutony oczyściły rowy oraz bunkry. O godz. 00:21 niemiecki opór na zachodnim brzegu mostu nad Kanałem Caen został zduszony. Sprawdzając okolicę, żołnierze plutonu Brotheridge’a dopiero teraz zdali sobie teraz sprawę z tego, że ich dowódca został ranny. Nie udało mu się wyzdrowieć i wkrótce zmarł z odniesionych ran, stając się pierwszym alianckim żołnierzem zabitym przez działania wroga podczas inwazji w Normandii. Na wschodnim brzegu pluton Wooda oczyścił okopy i bunkry, napotykając tylko niewielki opór. Wood został trafiony w nogę przez ogień z niemieckiego karabinu maszynowego, gdy rozkazywał plutonowi szturmować niemiecką obronę. W tym momencie wszyscy trzej dowódcy plutonów na moście nad Kanałem byli martwi, albo ranni. Mniej więcej w tym samym czasie Pathfinders z 22. samodzielnej kompanii spadochronowej wylądowali na obszarze pomiędzy rzekami Orne i Dives. Towarzyszył im bryg. Nigel Poett, dowodzący 5 Brygadą Spadochronową wraz z niewielką drużyną. Zdezorientowany po wylądowaniu Poett usłyszał dźwięk wystrzałów z pistoletu maszynowego Sten por. Brotheridge’a, i wyruszył w kierunku mostu, zabierając po drodze jedynego żołnierza, którego udało mu się znaleźć. Podoficer o nazwisku Weber, jedyny Niemiec, który uniknął śmierci w wyniku ataku kompanii D, wycofał się do Bénouville i poinformował, że most został zdobyty przez wroga.
Szybowiec por. Foxa (numer pięć) wylądował jako pierwszy 300 m od mostu na rzece Orne o godz. 00:20, podczas gdy szybowiec numer cztery został zgłoszony jako zaginiony. Kiedy Niemcy otworzyli ogień z karabinu maszynowego MG 34, pluton odpowiedział ostrzałem z 51 mm moździerza i zniszczył gniazdo niemieckiego km-u bezpośrednim trafieniem. Następnie Brytyjczycy przeszli przez most, nie napotykając dalszego oporu. O godz. 00:21 szybowiec numer sześć wylądował 700 m od mostu. Sweeney zostawił jedną ze swoich sekcji na zachodnim brzegu, a następnie przesunął resztę plutonu przez most, aby zająć pozycje obronne na wschodnim brzegu.
Na swoim nowo utworzonym stanowisku dowodzenia, w okopach na wschodnim brzegu kanału w pobliżu mostu, mjr Howard dowiedział się, że most na rzece Orne również został zajęty. Kpt. Neilson z Royal Engineers poinformował, że chociaż mosty zostały przygotowane do wysadzenia, materiały wybuchowe nie zostały podłączone do detonatorów. Howard kazał swojemu sygnalizatorowi przekazać hasła „Ham” i „Jam”, a następnie przeniósł pluton Foxa przez most nad kanałem, ustawiając go na skrzyżowaniu dróg z Bénouville do Le Port jako czujki.

### Przybycie 7. batalionu spadochronowego

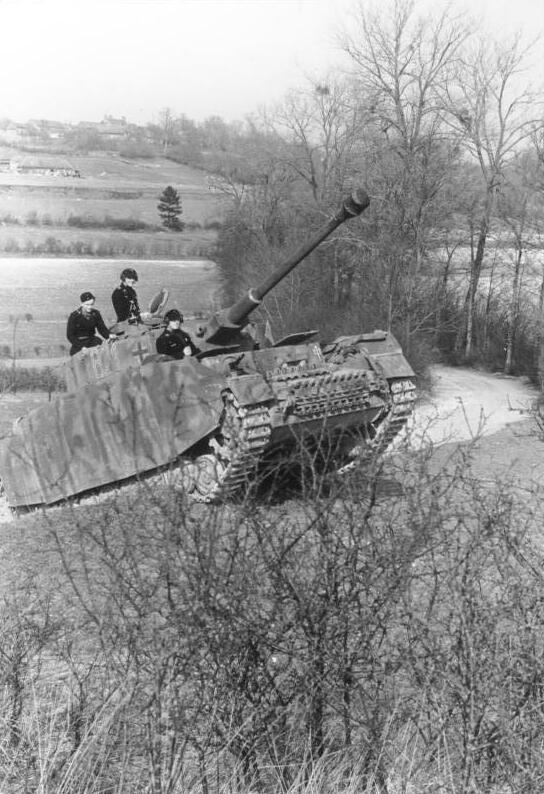
Czołg Panzer IV w Normandii

O godz. 00:50 nad głowami brytyjskich żołnierzy pojawiły się samoloty innymi pododdziałami 6 Dywizji Powietrznodesantowej, a spadochroniarze wylądowali w strefach zrzutu wyznaczonych przez Pathfinders. Mjr Howard odgwizdał alfabetem Morse’a pojedynczą literę „V”, aby pomóc w poprowadzeniu 7. batalionu spadochronowego do mostów. Pierwszymi spadochroniarzami, którzy przybyli o godz. 00:52, byli bryg. Poett i żołnierz, którego zabrał po drodze. Howard, poinformowany o sytuacji, usłyszał, że czołgi i ciężarówki wyruszają z Bénouville i Le Port. W strefie zrzutu tylko około 100 ludzi z 7. batalionu spadochronowego dotarło do punktu zbiórki, a w dodatku brakowało im sprzętu sygnalizacyjnego, karabinów maszynowych i moździerzy. Pine-Coffin, wiedząc, że jego batalion był jedyną jednostką przydzieloną do pozycji obronnych na zachód od mostów, postanowił, że nie można dłużej czekać i o 1:10 rozstawił swoich ludzi na pozycjach.
Mniej więcej w tym samym czasie mjr Schmidt zdecydował, że musi sam zobaczyć, co się dzieje na mostach. Jego Sd.Kfz.250 skierował się w stronę mostu w eskorcie uzbrojonych motocykli. Jadąc z dużą prędkością, nieświadomie minęli linię obrony kompanii D i wjechali na most, po czym Brytyjczycy otworzyli ogień. Żołnierz prowadzący pierwszy motocykl został zabity, a transporter opancerzony zmuszony do zjechania z drogi. Mjr Schmidt i jego kierowca zostali wzięci do niewoli.
Dowódca 716 Dywizji Piechoty, gen. Wilhelm Richter o 1:20 został poinformowany o lądowaniu Brytyjczyków oraz uchwyceniu przez nich mostów w stanie nienaruszonym. Jednym z jego pierwszych działań było skontaktowanie się z gen. Edgarem Feuchtingerem z 21 Dywizji Pancernej. Później Richter nakazał swojej dywizji zaatakować miejsca lądowania. Podczas gdy czołgi Feuchtingera zostały oddelegowane do wsparcia 716 Dywizji, były one również częścią niemieckiej rezerwy pancernej, która nie mogła się poruszać bez rozkazów niemieckiego naczelnego dowództwa. Wszystkie niemieckie formacje pancerne mogły być przemieszczane tylko na bezpośrednie polecenie Adolfa Hitlera, który w tym czasie spał, a jego personel nie chciał go obudzić. Gdy 125 Pułk Grenadierów Pancernych otrzymał wieści o lądowaniu z powietrza o 1:30, von Luck rozkazał swojemu pułkowi dotrzeć do miejsc zbiórki na północ i wschód od Caen i czekać na dalsze rozkazy.
Najbliższą dużą jednostką niemiecką od mostu nad kanałem był 2. batalion 192 Pułku Grenadierów Pancernych z siedzibą w Cairon. Gen. Feuchtinger nakazał im odbić mosty, a następnie zaatakować strefy lądowania Brytyjczyków dalej na zachód. O godz. 2:00 2. batalion skierował się w stronę mostów od zachodu, wspierany przez 1. kompanię Panzerjäger i część 989. batalionu artylerii ciężkiej przybywającego z północy. Gdy pierwsze Panzer IV dotarły do skrzyżowania prowadzącego do mostu, jadący na czele pojazd został trafiony pociskiem z jedynej użytecznej broni przeciwpancernej kompanii D: granatnika PIAT. Pojazd eksplodował, bo pocisk trafił prosto w przedział amunicyjny, a pozostałe czołgi wycofały się.
1. kompania 7. batalionu spadochronowego, dowodzonego przez mjr. Nigela Taylora, przybyła na mosty. Howard skierował ich na pozycje obronne na zachód od kanału w Bénouville i Le Port. Gdy Pine-Coffin przybył na mosty, został poinformowany przez Howarda o nowych rozkazach, przeszedł do Bénouville i umieścił swoją kwaterę główną obok kościoła. Pine-Coffin miał około 200 żołnierzy w swoich trzech kompaniach. Umieścił kompanie A i C w Bénouville od strony południowej w kierunku Caen i kompanię B w Le Port od strony Ouistreham. Kompania D została wycofana na obszar pomiędzy dwoma mostami i trzymana w rezerwie. Przeprowadzano także dalsze oczyszczanie rowów i bunkrów, w wyniku którego schwytano wielu Niemców.
O godzinie 3:00 8. kompania ciężka z 192 Pułku Pancernego z niszczycielami czołgów Marder III, działkami przeciwlotniczymi 20 mm i moździerzami zaatakowały kompanie A i C 7. batalionu spadochronowego od z południa. Spadochroniarze zostali zmuszeni do wycofania się, a Niemcy zdobyli pozycje w Bénouville, lecz nie byli w stanie przełamać brytyjskich linii. Okopali się i czekali na wsparcie pancerne, zanim znów ruszą do przodu. Niemcy strzelali do spadochroniarzy z moździerzy i karabinów maszynowych i przez całą noc próbowali niewielkich ataków na ich pozycje.
Tuż przed świtem Howard wezwał dowódców plutonów na spotkanie. Ponieważ ich dowódcy byli martwi lub ranni, 1., 2. i 3. pluton znalazły się teraz pod dowództwem kaprali. Zaginął zastępca Howarda, kpt. Priday i cały 4. pluton. Tylko porucznicy Fox i Sweeney z 5. i 6. plutonu mieli pełny skład oficerów i podoficerów. Lądowanie na plaży Sword rozpoczęło się o 7:00, poprzedzone ciężkim ostrzałem z morza. Tymczasem na mostach światło dzienne pozwoliło niemieckim snajperom łatwo identyfikować cele, a każdemu, kto poruszał się na otwartej przestrzeni, groziło śmiertelne trafienie. Żołnierze z 1. plutonu, którzy przejęli 75 mm działo przeciwpancerne na wschodnim brzegu kanału, wykorzystali je do ostrzelania możliwych pozycji snajperskich w Bénouville, Château de Bénouville i okolicach. O 9:00 dwie niemieckie kanonierki zbliżyły się do mostu nad kanałem z Ouistreham. Z pierwszej łodzi zaczęto prowadzić ogień z działka 20 mm, w odpowiedzi na co żołnierz 2. pluton wystrzelił pocisk z granatnika PIAT, uderzając w sterówkę kanonierki, która unieruchomiona uderzyła w brzeg kanału. Druga łódź wycofała się do Ouistreham. Samotny niemiecki samolot o godz. 10:00 zrzucił jedną bombę na most na kanale, która uderzyła w most, ale okazała się niewybuchem.

### Popołudniowe walki i połączenie się z wojskami z plaży Sword

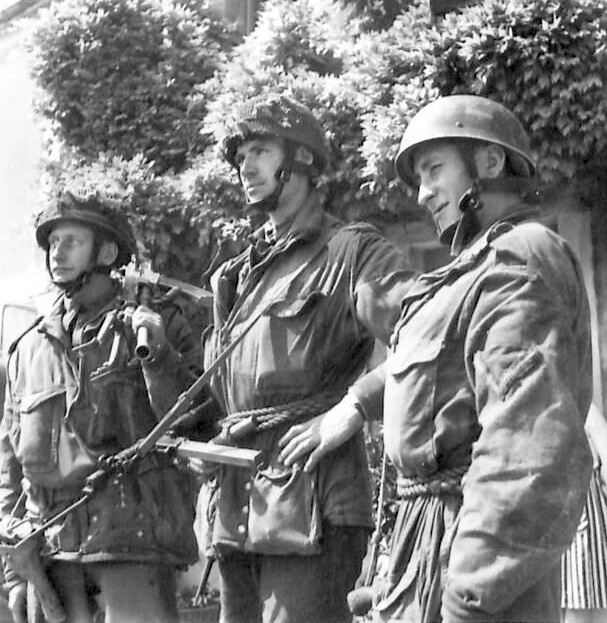
Kpt. Priday (w środku, trzyma pistolet maszynowy Sten Mk V) i żołnierze z zaginionego szybowca

Niemiecki 2. batalion 192 Pułku Grenadierów Pancernych nadal atakował Bénouville i Le Port, wspierany przez czołgi, moździerze i piechotę. Atak przysparzał poważnych problemów 7. batalionowi spadochronowemu, dopóki czołg na przedzie nie został wysadzony tzw. granatem Gammona, blokując drogę. Podczas ataku 13 z 17 czołgów próbujących przedostać się na most zostało zniszczonych lub uszkodzonych. Spadochroniarze zostali następnie wzmocnieni przez 1. pluton z kompanii D. Pluton przeniósł się do Bénouville i wybił Niemców, walcząc od domu do domu. Plutony 5. i 6. przesunęły się również na pozycje naprzeciwko kawiarni Gondrée, na zachodnim brzegu kanału. Do południa większość zaginionych z 7. batalionu spadochronowego przybyła na mosty, a trzy plutony piechoty szybowcowej zostały przeniesione z powrotem na swoje pierwotne pozycje.
Zaraz po południu 21 Dywizja Pancerna otrzymała zgodę na atak na brytyjskie strefy lądowania. Von Luck rozkazał 125 Pułkowi Grenadierów Pancernych na wschód od rzeki Orne nacierać w kierunku mostów. Kolumna została szybko zauważona i była ostrzeliwana przez następne dwie godziny przez aliancką artylerię i samoloty, ponosząc duże straty. 1. batalion 192 Pułku Grenadierów Pancernych i 100 Pułk Pancerny, atakując na zachód od kanału, odniosły większy sukces, docierając do wybrzeża pomiędzy plażą Sword i Juno. O 13:30 żołnierze na mostach usłyszeli dźwięk dud, grany przez Billa Millina z No. 4 Commando ze składu 1 Special Service Brigade. Gdy przybyli komandosi, przekroczyli mosty i dołączyli do 6 Dywizji Powietrznodesantowej, broniąc wschodniego obwodu. Niektóre czołgi towarzyszące komandosom przeniosły się do Bénouville, aby wzmocnić tamtejszą obronę, podczas gdy inne przekroczyły mosty wraz z komandosami. O 15:00 z Caen dopłynęła kanonierka z niemiecką piechotą. Walczyło z nią działo przeciwpancernym obsadzone przez żołnierzy 1. plutonu, trafiając w rufę drugim wystrzelonym pociskiem, po czym łódź wycofała się do Caen.
O 21:15 przybył z plaży Sword 2. batalion Królewskiego Pułku Warwickshire ze 185 Brygady Piechoty i zaczął przejmować obronę mostów. Około północy mjr Howard przekazał komendę dowódcy Pułku Warwickshire, a jego kompania wycofała się, aby dołączyć do reszty batalionu w Ranville. O 3:30 7 czerwca znaleziono wreszcie kpt. Pridaya i jego 4. pluton. Okazało się, że wylądował on obok rzeki Dives, w Varaville, około 13 km od strefy desantu i spędził poprzedni dzień, próbując dołączyć do swojej kompanii.

## Następstwa
Bénouville było najdalej wysuniętym punktem brytyjskiego natarcia 6 czerwca 1944 r. 9 czerwca Luftwaffe zaatakowało mosty siłami 13 samolotów. Brytyjczycy umieścili wcześniej lekkie i średnie działa przeciwlotnicze wokół mostów i w obliczu intensywnego ognia przeciwlotniczego atak nie powiódł się, chociaż niemiecka propaganda obwieściła, że jeden z mostów został zniszczony przez bezpośrednie trafienie.
Przyczółek zdobyty przez 6 Dywizję Powietrznodesantową był później pozycją wyjściową dla szeregu kolejnych operacji. Brytyjski I Korpus atakujący na wschodniej flance w operacji Perch z przyczółka został zatrzymany przez 21 Dywizję Pancerną. Przyczółek miał być także podstawą operacyjną planowanej operacji pod kryptonimem Dreadnought, która jednak została odwołana; zamierzano, aby VIII Korpus używał w niej przyczółka jako podstawy ataku oskrzydlającego na Caen. Wreszcie, oddziały biorące udział w operacjach Atlantic i Goodwood ruszyły z podstaw wyjściowych na przyczółku, kończąc bitwę o Caen.
Po operacji Deadstick inżynierowie, piloci szybowcowi i żołnierze kompanii B powrócili do swoich macierzystych formacji. Kompania D wypełniła swoją rolę w obronie przyczółka 6 Dywizji Powietrznodesantowej i dalszym ataku w stronę Sekwany. 5 września, kiedy dywizja została wycofany do Anglii, w kompanii pozostało tylko 40 mężczyzn zdolnych poruszać się samodzielnie, pod dowództwem jedynego oficera Howarda; inni oficerowie, sierżanci i większość młodszych podoficerów była na liście strat.
Dowódca alianckich sił lotniczych w Normandii, marsz. Trafford Leigh-Mallory z RAF-u, pochwalił zaangażowanych w operację pilotów, mówiąc, że było to „najwybitniejsze osiągnięcie w locie bojowym tej wojny”. Dlatego też piloci szybowcowi byli pierwszą grupą, która opuściła kompanię D, gdyż ich wiedza była potrzebna do innych planowanych operacji, w szczególności nieprzeprowadzonej operacji Comet, w której osiemnaście szybowców zostałoby wykorzystanych do przechwycenia trzech mostów w Holandii. Zadanie miało być wykonane przez 1 Dywizję Powietrznodesantową z brygadą przydzieloną do obrony każdego mostu. Operację Comet zaplanowano na 8 września 1944 r., ale została opóźniona, a następnie odwołana na rzecz większej operacji Market Garden.

### Straty
Spośród 181 mężczyzn (139 żołnierzy piechoty, 30 inżynierów i 12 pilotów) kompanii D zaangażowanych w zdobycie mostów, dwóch zostało zabitych, a czternastu rannych. Straty całego 7. batalionu podczas obrony mostów wyniosły 18 zabitych i 36 rannych.
Niemieckie straty ludzkie poniesione na tym obszarze 6 czerwca pozostają nieznane. Utracili oni na pewno czternaście czołgów podczas walk; pierwszy w nocy, a pozostałe 13 w ciągu dnia. Inne straty obejmują jedną kanonierkę na Kanale Caen.

### Odznaczenia
Mjr Howard otrzymał Order Wybitnej Służby, do którego został zgłoszony na polu bitwy przez gen. Bernarda Montgomery’ego. Zarówno Smith, jak i Sweeney otrzymali Krzyże Wojskowe; Medal Wojskowy został przyznany sierż. Thorntonowi i kpr. Staceyowi; por. Brotheridge został pośmiertnie wymieniony w rozkazie dywizyjnym. Ośmiu pilotów szybowcowych otrzymało Medal Wybitnej Służby Lotniczej.

### Upamiętnienie

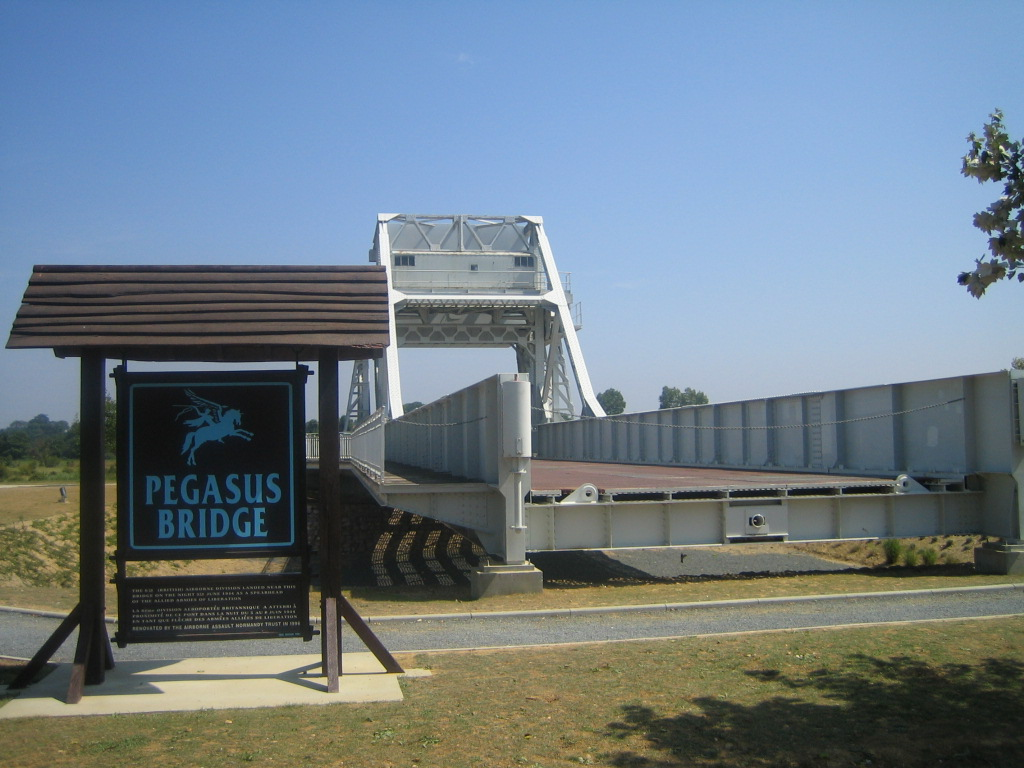
Oryginalny Most Pegaza w Muzeum Mostu Pegaza w Ranville

Most nad Kanałem Caen został przemianowany na Most Pegaza (ang. Pegasus Bridge) na cześć dokonania brytyjskich sił powietrznodesantowych, podczas gdy most na rzece Orne stał się Mostem Horsa (ang. Horsa Bridge). Swoją nazwę pierwsza z tych konstrukcji zawdzięcza naszywce mundurowej brytyjskiej 6 Dywizji Powietrznodesantowej, na której widnieje biały pegaz ujeżdżany przez jeźdźca z kopią na bordowym tle, zaś drugi z mostów nazwano na cześć szybowca Horsa. Droga wiodąca przez oba mosty nosi teraz nazwę Esplanade Major John Howard. Po zakończeniu wojny Most Pegaza i sąsiadująca z nim kawiarnia Gondrée stały się tradycyjnym miejscem spotkań brytyjskich weteranów kampanii w Normandii. W 1994 r. most został zastąpiony nową konstrukcją, a stary most przeniesiono do ekspozycji Muzeum Mostu Pegaza w Ranville.
Oryginalny model obszaru wokół mostu, który służył do odprawy żołnierzy biorących udział w ataku, jest prezentowany na wystawie poświęconej żołnierzom wojsk powietrznodesantowych, zlokalizowanej w Imperial War Museum Duxford.